# Gentil Ferreira Viana
Gentil Ferreira Viana (Luanda, novembre de 1935 – 23 de febrer de 2008) fou un polític d'Angola, fill de Gervásio Viana, un dels fundadors de la Lliga Nacional Africana. En 1954 va anar a estudiar a Portugal, on hi va conèixer Amílcar Cabral, Agostinho Neto i Lúcio Lara. En 1961 va fundar, amb altres líders independentistes, el Moviment Popular per a l'Alliberament d'Angola (MPLA). En 1974 ell i Joaquim Pinto de Andrade es van escindir del MPLA i van fundar Revolta Activa; els dos homes van morir el mateix dia en 2008.